# Cucullia heinrichi
Cucullia heinrichi är en fjärilsart som beskrevs av Köhler 1952. Cucullia heinrichi ingår i släktet Cucullia och familjen nattflyn. Inga underarter finns listade i Catalogue of Life.